# Chaetodontoplus septentrionalis
Chaetodontoplus septentrionalis es una especie de "pez ángel" marino de la familia Pomacanthidae.
Su nombre común en inglés es Bluestriped angelfish, o pez ángel de rayas azules. Es una especie generalmente común en su rango de distribución, y con poblaciones estables. Raramente es exportada para el mercado de acuariofilia, aunque se aclimata bien en cautividad.

## Morfología
Posee la morfología típica de su familia, cuerpo comprimido lateralmente y ovalado, de perfil rectangular con las aletas extendidas. La boca es pequeña, protráctil y situada en la parte inferior de la cabeza. 
Su coloración base del cuerpo y aletas dorsal y anal es marrón dorado. Sobre el cuerpo hay siete u ocho rayas horizontales, de color azul claro, que se transforman en curvas irregulares al alcanzar la cabeza. Las aletas pélvicas y la aleta caudal son amarillas.
Alcanza los 22 cm de largo.

## Hábitat y comportamiento
Asociado a arrecifes, es una especie clasificada como no migratoria. Habita arrecifes costeros rocosos y coralinos. Normalmente son observados ejemplares solitarios.
Su rango de profundidad está entre 5 y 15 metros, aunque se reportan localizaciones hasta los 60 metros.

## Distribución
Se distribuye en el océano Pacífico. Las poblaciones se distribuyen al sur de Japón y de Corea, China y la isla de Taiwán. Es especie nativa de China; Corea; Hong Kong; Japón y la isla de Taiwán (China).

## Alimentación
Es un predador de esponjas, ascidias y algas bénticas.

## Reproducción
Aunque no hay datos específicos sobre su ciclo de vida, como todo el género, son ovíparos y de fertilización externa. No cuidan a sus alevines.